# Тавдишвили, Севериан Авксентьевич
Севериан (Северин) Авксентьевич Тавдишвили (13 февраля 1909 года — ?) — участник Великой Отечественной войны, лейтенант, заведующий районным отделом сельского хозяйства Гудаутского района Абхазской АССР, Грузинская ССР. Герой Социалистического Труда (21.02.1948).

## Биография
Родился 13 февраля 1909 года в селе Гуренто Озургетский район, Грузинская ССР. Грузин.
Активный участник Великой Отечественной войны, награждён медалью «За оборону Кавказа».
После войны Севериан Авксентьевич работал заведующим районным отделом сельского хозяйства Гудаутского района Абхазской АССР.
По итогам работы в 1947 году завотделом С. А. Тавдишвили обеспечил своей работой перевыполнение в целом по району планового сбора урожая кукурузы на 94,1 процента.
Указом Президиума Верховного Совета СССР  от 21 февраля 1948 года за получение высоких урожаев кукурузы и пшеницы в 1947 году Тавдишвили Севериану Авксентьевичу присвоено звание Героя Социалистического Труда с вручением ордена Ленина и золотой медали «Серп и Молот».
Этим же указом высокого звания были удостоены секретарь Гудаутского райкома партии Д. Н. Джанджгава и 12 передовых кукурузоводов из трёх колхозов района во главе с председателем А. М. Ханагуа.
В следующих 1948 и 1949 годах Гудаутский район находился в числе передовых в Абхазии по урожаю чайного листа, а четверо тружеников колхозов были удостоены звания Героя Социалистического Труда.
С начала 1950-х годов С. А. Тавдишвили работал первым секретарём Сухумского районного комитета Компартии Грузии.
Избирался депутатом Верховного Совета Абхазской АССР 4-го созыва (1955-1959).
Проживал в городе Сухуми улица Чочуа дом 22.
Сведений о дальнейшей его судьбе нет, дата смерти не установлена.

## Награды
- Золотая медаль «Серп и Молот» (21.2.1948)
- Орден Ленина (21.2.1948)

- Медаль «За оборону Кавказа»  (06.04.1944)[3]
- Медаль «В ознаменование 100-летия со дня рождения Владимира Ильича Ленина» (6 апреля 1970)
- Медаль «За победу над Германией в Великой Отечественной войне 1941—1945 гг.» (9 мая 1945[4])
- Медаль «За доблестный труд»
- Юбилейная медаль «Двадцать лет Победы в Великой Отечественной войне 1941—1945 гг.» (7 мая 1965[5])

- Медаль «Ветеран труда»
- Медаль «30 лет Советской Армии и Флота»[6]
- Юбилейная медаль «40 лет Вооружённых Сил СССР»[7]
- Юбилейная медаль «50 лет Вооружённых Сил СССР» (26 декабря 1967[8])
- Знак МО СССР «25 лет Победы в Великой Отечественной войне» (24 апреля 1970)

## Память
- На могиле установлен надгробный памятник.
- Его имя увековечено в Главном Храме Вооружённых сил России, и навсегда запечатлено на мемориале «Дорога памяти»